# Krush Groove
Krush Groove è un film del 1985 prodotto dalla Warner Bros., scritto da Ralph Farquhar e diretto da Michael Schultz. Il film è basato sui primi giorni della Def Jam Recordings e l'inizio di carriera del futuro produttore discografico statunitense Russell Simmons, nel film Russell Walker, interpretato da Blair Underwood.
In questo film compaiono anche LL Cool J, i Beastie Boys, New Edition e i Fat Boys.

## Trama
Russell Walker ha ingaggiato tutte le più grandi star hip hop del momento, inclusi i Run DMC, Dr. Jekyll & Mr. Hyde e Kurtis Blow. Rick Rubin è il produttore dei loro dischi. Quando i Run DMC ottengono un enorme successo con un loro album, Russell non trova i soldi per stamparli, e li chiede in prestito ad un pappone. Contemporaneamente, Russell e il fratello Run competono per la conquista della cantante R&B Sheila E.

## Colonna sonora
La colonna sonora di Krush Groove fu distribuita dalla Warner Bros. Records nel 1985 ed è composta dalle canzoni presenti nel film.

### Tracce
1. Chaka Khan - "(Krush Groove) Can't Stop The Street" (5:10)
2. LL Cool J - "I Can't Live Without My Radio" (4:25)
3. Kurtis Blow - "If I Ruled The World" (6:19)
4. Fat Boys - "All You Can Eat" (3:27)
5. Debbie Harry - "Feel The Spin" (4:01)
6. Sheila E - "Holly Rock" (4:57)
7. Beastie Boys - "She's On It" (3:32)
8. Gap Band - "Love Triangle" (4:47)
9. Force MD's - "Tender Love" (3:55)
10. Krush Groove Allstars - "Krush Groovin'" (5:05)

### Altre canzoni
- Autumn - "Kold Krush"
- Run DMC - "King of Rock"
- Fat Boys - "Don't You Dog Me"
- Sheila E - "A Love Bizarre"
- UTFO - "Pick Up The Pace"
- Run DMC - "It's Like That"
- Nayobe - "Please Don't Go"
- New Edition - "My Secret"
- Fat Boys - "Pump It Up (Let's Get Funky)"
- Run DMC - "Can You Rock It Like This"
- Chad Elliot - "I Want You To Be My Girl"
- Fat Boys - "Fat Boys"
- Run DMC - "You're Blind"

### Classifiche
L'album raggiunse la posizione #79 nella classifica Pop e la #14 in quella R&B negli Stati Uniti.

### Singoli
- Chaka Khan - "(Krush Groove) Can't Stop The Street"
- Debbie Harry - "Feel The Spin"
- Krush Groove Allstars - "Krush Groovin'"
- Force MDs - "Tender Love"